# سقاية حسب الله الشابندر
سقاية حسب الله الشابندر
هي إحدى سقايات بغداد المخصصة للنفع العام، في فترة الدولة العثمانية، ولم يعرف تاريخ تأسيسها. الا ان المؤرخ التركي أوليا جلبي ذكر هذه السقاية اثناء رحلته إلى بغداد سنة 1674م، كما ذكر ان مؤسسها حسب الله الشابندر، له قصراً بارزاً بين قصور بغداد، وله حماماً عاماً، ذكره في موضع آخر من رحلته.